# 국제송골매운동
국제송골매운동 – 사회주의교육 인터내셔널(the International Falcon Movement – Socialist Educational International; IFM-SEI)은 사회주의, 국제주의 이념에 따르는 아동청소년 국제비영리기구다. 벨기에 브뤼셀에 본부가 있다. 사회주의 인터내셔널의 하부조직이며 국제사회주의자청년연합, 청년 유럽 사회주의자와 제휴관계다.
전세계적으로 가맹기관들이 있으며 유럽과 남미에서 그 세가 가장 강하다.